# Druckluftflasche

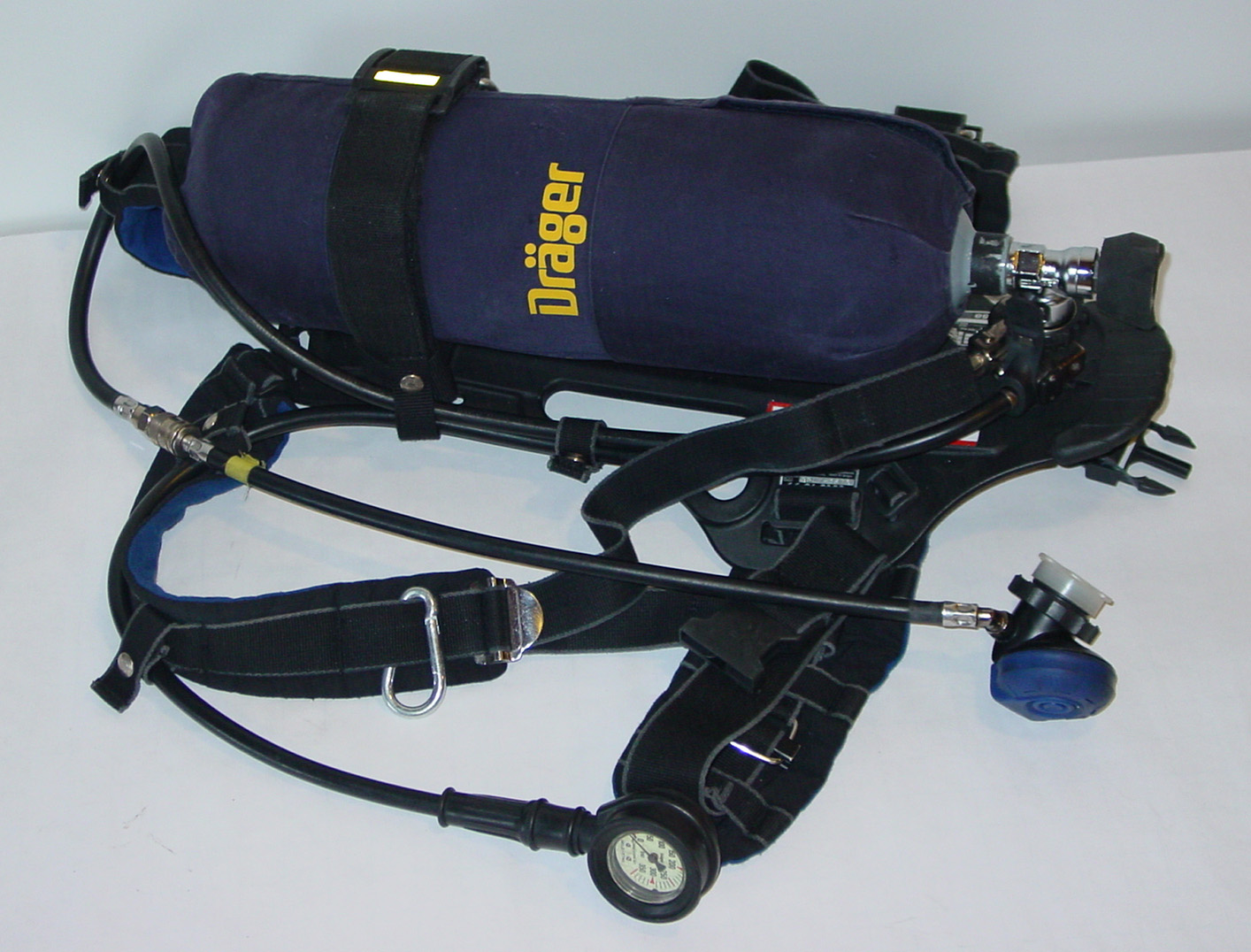
6-Liter-Flasche aus glasfaserverstärktem Kunststoff mit Schutzhülle an einem Atemschutzgerät

Die Druckluftflasche (auch Pressluftflasche oder Atemluftflasche) ist eine Gasflasche für komprimierte Luft. Anwendungen sind etwa die Nutzung als Atemgasvorratsbehälter oder als Energiespeicher und Ausgleichsbehälter für technische Anlagen und Maschinen.

## Verwendungszwecke
In der Industrie und in Gewerbebetrieben werden Kompressoren zur direkten Drucklufterzeugung verwendet. Wo dies nicht möglich ist, oder auch wenn große Mengen in kurzer Zeit benötigt werden, zum Beispiel beim Anlassen großer Verbrennungsmaschinen (Dieselmotor/Gasturbine), werden Druckluftflaschen eingesetzt.
Außerdem sind Druckluftflaschen ein Bestandteil von Drucklufttauchgeräten für Taucher (umgangssprachlich Tauch- oder Taucherflasche) und von umluftunabhängigen Atemschutzgeräten für die Feuerwehr und viele andere Anwender. Spezielle Atemgasgemische werden auch in Druckluftflaschen gelagert und transportiert. Diese nennt man, obwohl es sich um den gleichen Behälter handelt, Nitrox-, Sauerstoff- oder Trimix-Flasche, je nach Inhalt. Abhängig vom Sauerstoffgehalt des eingefüllten Atemgases gibt es jedoch besondere Anforderungen an die Reinheit des Behälters und an Komponenten wie z. B. Dichtungen.  

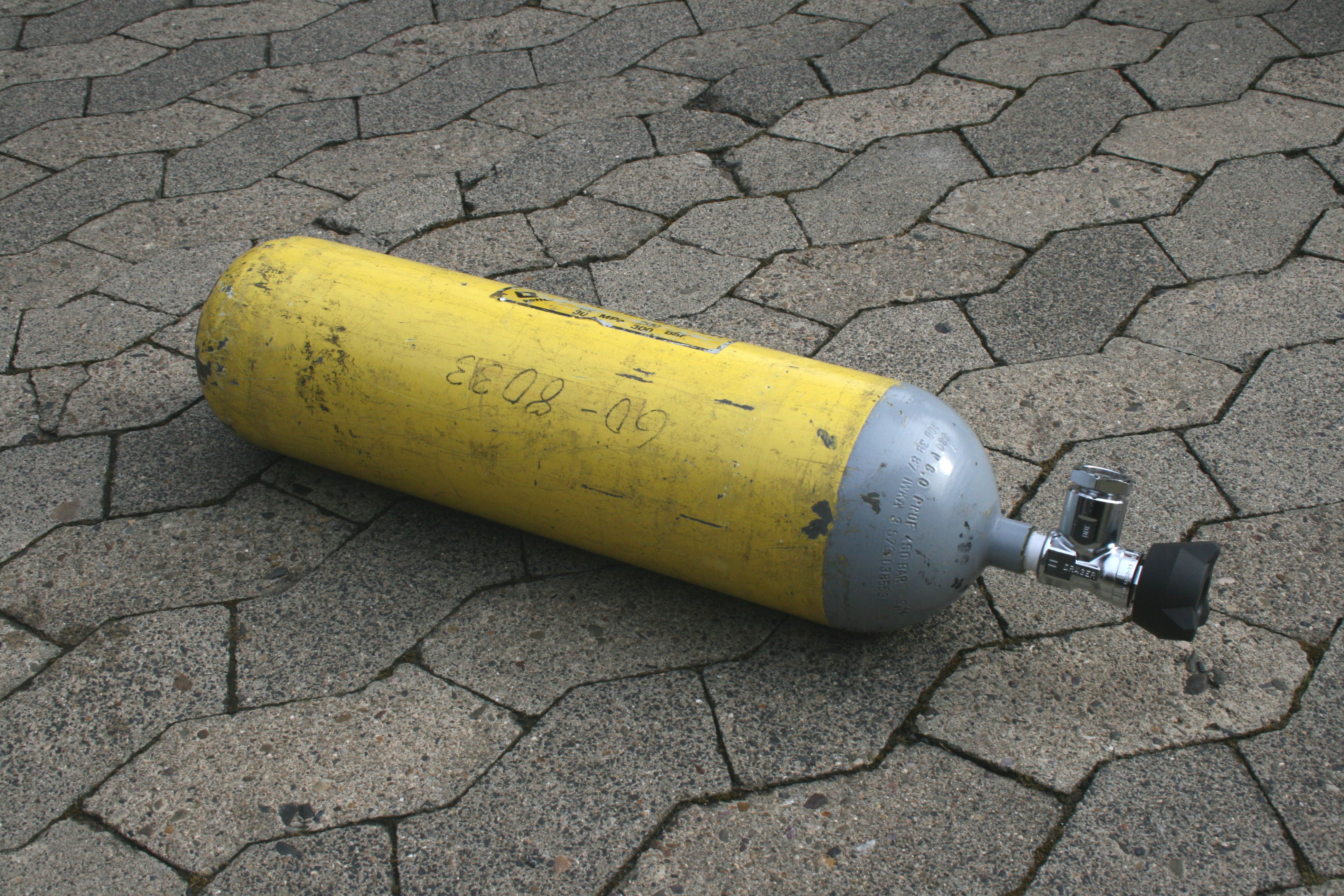
Druckluftflasche aus Stahl bei der Feuerwehr (alte Farbgebung)

Die Druckluftflasche besteht aus einem Druckbehälter aus Stahl, Aluminium oder aus einem Kompositverbund, einem dünneren Stahlinnenkörper, der mit Faserverbundkunststoff verstärkt ist.

### Druckluftflasche für Atemgeräte
Die Flaschenkörper von Druckluftflaschen für Atemgeräte besitzen ein kleinkonisches, großkonisches (beide veraltet) oder zylindrisches Flaschengewinde, in welches das Absperrventil eingeschraubt wird. Das konische Gewinde wird mit Teflonband abgedichtet, das zylindrische mit einem O-Ring. Konische Gewinde können den Flaschenhals aufweiten und zerstören, wenn sie unsachgemäß mit zu hohem Drehmoment montiert werden. Am Absperrventil wird der Atemregler und/oder eine Brücke zur Verbindung mehrerer Druckluftflaschen angeschraubt. Diese Ventile sind in verschiedenen Ausführungen gebräuchlich:
- als Einzelventil für einen Atemregler
- als Doppelventil mit zweitem Anschluss für einen Reserveatemregler (Oktopus)
- als Brückenventil zur Verbindung von in der Regel zwei Flaschen zu einem Paket.

Das Atemgas steht bei einer vollen Flasche in der Regel unter einem Druck von 200 bar. Es gibt auch spezielle Druckbehälter, welche bis 300 bar gefüllt werden. Diese haben ein anderes, längeres Gewinde, welches sich immer mehr als Standard im europäischen Raum durchsetzt. Zudem sind 300-bar-Regler abwärtskompatibel zu 200-bar-Geräten.
Bei der Feuerwehr und beim THW werden Geräte aus zwei 4-Liter-Flaschen (200 bar) oder einer 6-Liter-Flasche bzw. 6,8-Liter-Flasche (300 bar) verwendet. Die Doppelflaschengeräte mit 4-Liter-Flaschen sind allerdings in der Zwischenzeit veraltet und werden von den neueren 6-Liter-Geräten oder 6,8-Liter-Geräten abgelöst. Dazu ist zu erwähnen, dass die 6-Liter-Flaschen genauso aus Stahl sind wie die 4-Liter-Flaschen und daher zwar veraltet, aber nach wie vor beliebt bei Anwendungen sind, bei denen eine hohe mechanische Belastung nicht ausgeschlossen werden kann. Sie gelten als robuster als die neuen Kompositflaschen. Mittlerweile werden von den Herstellern auch 9-Liter-Kompositflaschen angeboten. Diese 9-Liter-Flaschen sind ca. 50 mm höher und dicker als die üblichen 6,8-Liter-Flaschen. Sie können in den herkömmlichen Atemschutzgeräten anstelle der 6,8-Liter-Flasche eingesetzt werden.

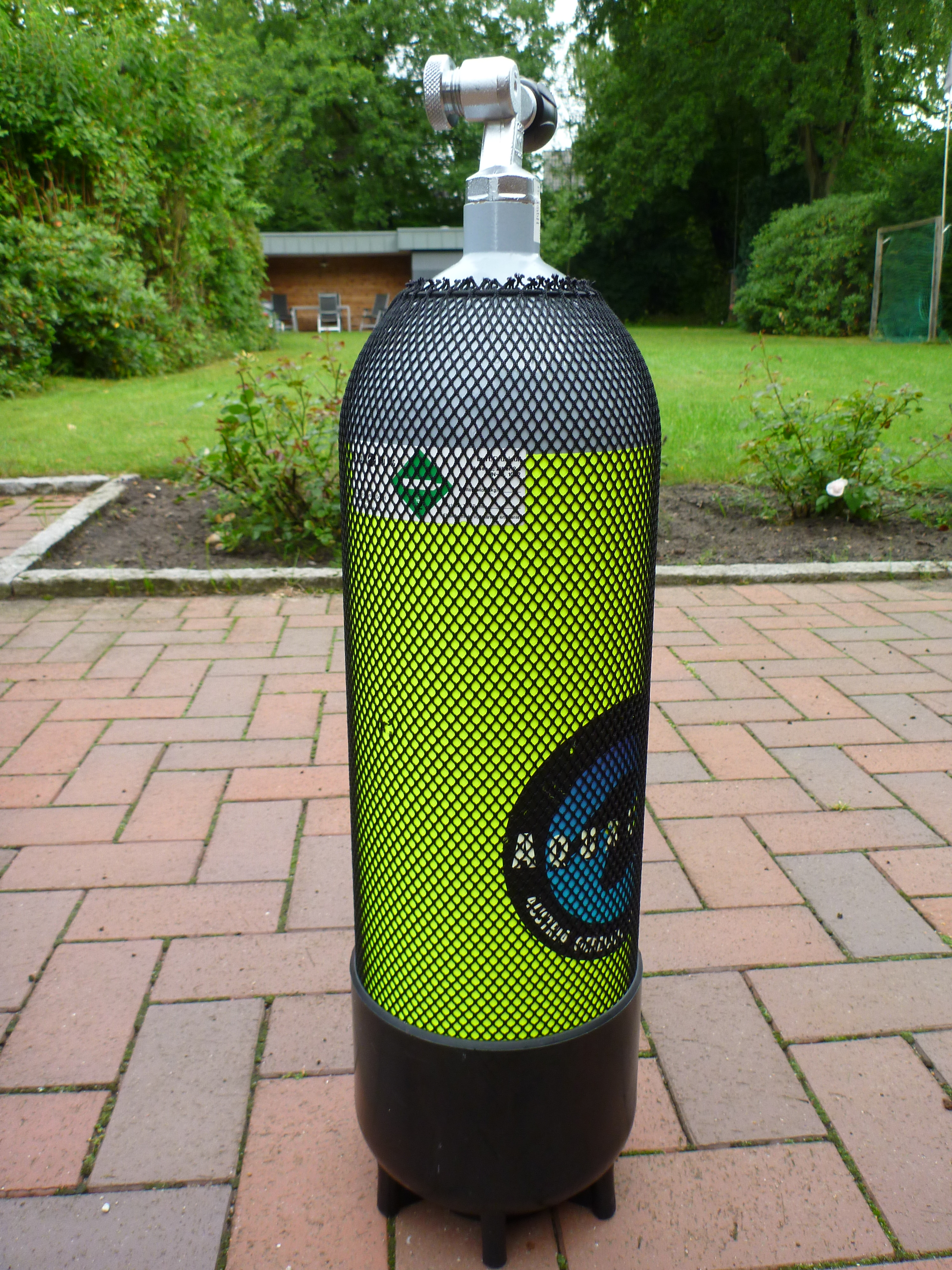
10-Liter-Tauchflasche der Firma Aqualung für maximal 200 bar mit DIN-Ventil

Bei Tauchern haben sich 10- und 12-Liter-Flaschen durchgesetzt. Es sind auch kleinere oder größere Flaschen mit z. B. 15 Litern erhältlich. Ebenso werden auch Doppelflaschen eingesetzt, die gängigsten Kombinationen sind hier 2 × 7 Liter, 2 × 8 Liter und 2 × 10 Liter.

### Andere Verwendungen
Neben den oben erwähnten Verwendungen werden Druckluftflaschen auch beim Paintballsport und zur Befüllung von Sinkkastenschnellverschlüssen und Hebekissen verwendet. Beim Paintballsport dienen sie dazu, die Markierer zu betreiben. Diese Flaschen fassen in der Regel zwischen 0,8 und 1,1 Liter und werden mit 200 bis 300 bar befüllt.
Zum Anlassen von Schiffsmotoren sind Flaschen von mehreren hundert Litern Volumen und einem Druck von bis zu 250 bar durchaus üblich. Diese sind dann fest verbaut.

### Fälschliche Bezeichnung als Sauerstoffflasche
Oft wird fälschlicherweise im Zusammenhang mit dem Gerätetauchen von Sauerstoffflaschen gesprochen, wenn Druckluftflaschen gemeint sind. Taucher verwenden in der Regel keine Sauerstoffflaschen unter Wasser. Die Atmung von reinem Sauerstoff wirkt ab einer Tauch-Tiefe von mehr als 6 Meter toxisch, da ab dieser Tiefe der Partialdruck von Sauerstoff über der kritischen Grenze von 1,6 bar liegen würde. Die Folge wäre eine Sauerstoffvergiftung. Beim technischen Tauchen wird in bis zu 6 m Tiefe für eine begrenzte Zeit reiner Sauerstoff als Dekompressionsgas geatmet.
Es ist durchaus üblich, Sauerstoffflaschen an Tauchplätzen bzw. auf Tauchbooten zu haben. Dieser kann von einem verunfallten Taucher außerhalb des Wassers geatmet werden, um Auswirkungen seines Dekompressionsunfalls zu mildern.

## Vorschriften, Normierung und Gesetze
Je nach verwendetem Gas muss die Druckluftflasche evtl. durch Gefahrgutaufkleber gekennzeichnet werden, die das verwendete Gasgemisch anzeigen. Diese Kennzeichnung ist auf der Flaschenschulter aufzubringen. Als farbliche Kennzeichnung für Druckluft kann gemäß EN 1089-3 zusätzlich entweder eine leuchtgrüne Schulter bei technischer Druckluft oder eine weiße Flaschenschulter mit einem schwarzen Ring, der die untere Hälfte des Flaschenhalses überdeckt, bei Druckluft für Atemzwecke eingesetzt werden. Der zylindrische Flaschenkörper kann farblich frei gestaltet werden. Durchgesetzt hat sich diese Regelung aber bis heute nicht. So beschaffen beispielsweise Feuerwehren in Deutschland weiterhin Druckluftflaschen mit gelb-schwarz-weißen Schultern. Einzig verbindlich bleibt in Deutschland der Gefahrgutaufkleber.
Zur Sicherheit bei Lagerung und Transport ist in Deutschland im gewerblichen Bereich ein Ventilschutz vorgeschrieben, z. B. belüftete Ventilschutzkappen. Dies wird durch das Europäische Übereinkommen über die Beförderung gefährlicher Güter auf der Straße (ADR) europaweit und durch die Gefahrgutverordnung Straße, Eisenbahn und Binnenschifffahrt (GGVSEB) in Deutschland geregelt. In Österreich ist neben dem ADR die StVO, das KFG und die Kraftfahrdurchführungsverordnung im Straßenverkehr maßgeblich. Anzumerken ist, dass diese Gesetze und Vorschriften für Privatpersonen in den verschiedenen Ländern bindend sein können. Beim Transport im privaten PKW ist manchmal nur auf die Ladungssicherheit nach der jeweiligen Straßenverkehrs-Ordnung zu achten, manchmal gilt allerdings auch das ADR.
Nach § 15 (7) der deutschen Betriebssicherheitsverordnung müssen Tauchgeräte und Atemschutzgeräte alle 2,5 bzw. 5 Jahre geprüft werden; Flaschen, die diese Überprüfung nicht bestehen, dürfen nicht mehr gefüllt werden.
Im Feuerwehrbereich sind in Deutschland diese Ventilschutzkappen nicht vorgeschrieben. Anstelle dessen sind aber sichere Halterungen sowohl in den Fahrzeugen als auch in den Anwendungsbereichen, wie beispielsweise im Atemschutzraum, notwendig. Problematisch ist immer der Transport der Flaschen in Privatfahrzeugen, wo es diese Halterungen standardmäßig nicht gibt.

## Flaschenanschlüsse
Bei technischen Anwendungen kommen verschiedene Anschlüsse zum Einsatz, die von den jeweiligen Zertifizierungsbehörden genehmigt werden müssen. Im Tauchsport gibt es zwei verbreitete Varianten des Flaschenanschlusses, den jeweils sogenannten INT- und DIN-Anschluss.
INT-AnschlussInternational am weitesten verbreitet ist der sogenannte INT-Anschluss (englisch A-clamp oder yoke; Wortlaut der Norm: Bügel-Ausgangsanschluss). Der Anschluss ist nach ISO 12209:2013 genormt.
DIN-AnschlussVorwiegend im deutschsprachigen Bereich und unter technischen Tauchern ist der nach DIN EN 144-2/3 und ISO 12209:2013 (beziehungsweise früher ISO 12209-2) genormte, sogenannte DIN-Anschluss verbreitet (Wortlaut der Norm: Gewinde-Ausgangsanschluss). Im Gegensatz zum INT-Anschluss ist der DIN-Anschluss für einen Flaschendruck von bis zu 300 bar, statt nur bis zu 232 bar geeignet. Zur Unterscheidung der maximalen Betriebsdrücke sieht die Norm unterschiedliche Gewindelängen vor. Bei 232 bar beträgt die Gewindelänge mindestens 10 mm und bei 300 bar mindestens 16 mm. Dies führt dazu, dass ein für 232 bar zugelassener Automat nicht dichtend in eine für 300 bar geeignete Flasche verschraubt werden kann.
Atemschutzgeräte weisen in Europa meist einen DIN-Anschluss auf.

Lungenautomaten mit DIN- und INT-Flaschenanschluss
INT-Flaschenanschluss nach ISO 12209:2013 in der Schnittansicht (Bügel-Ausgangsanschluss)
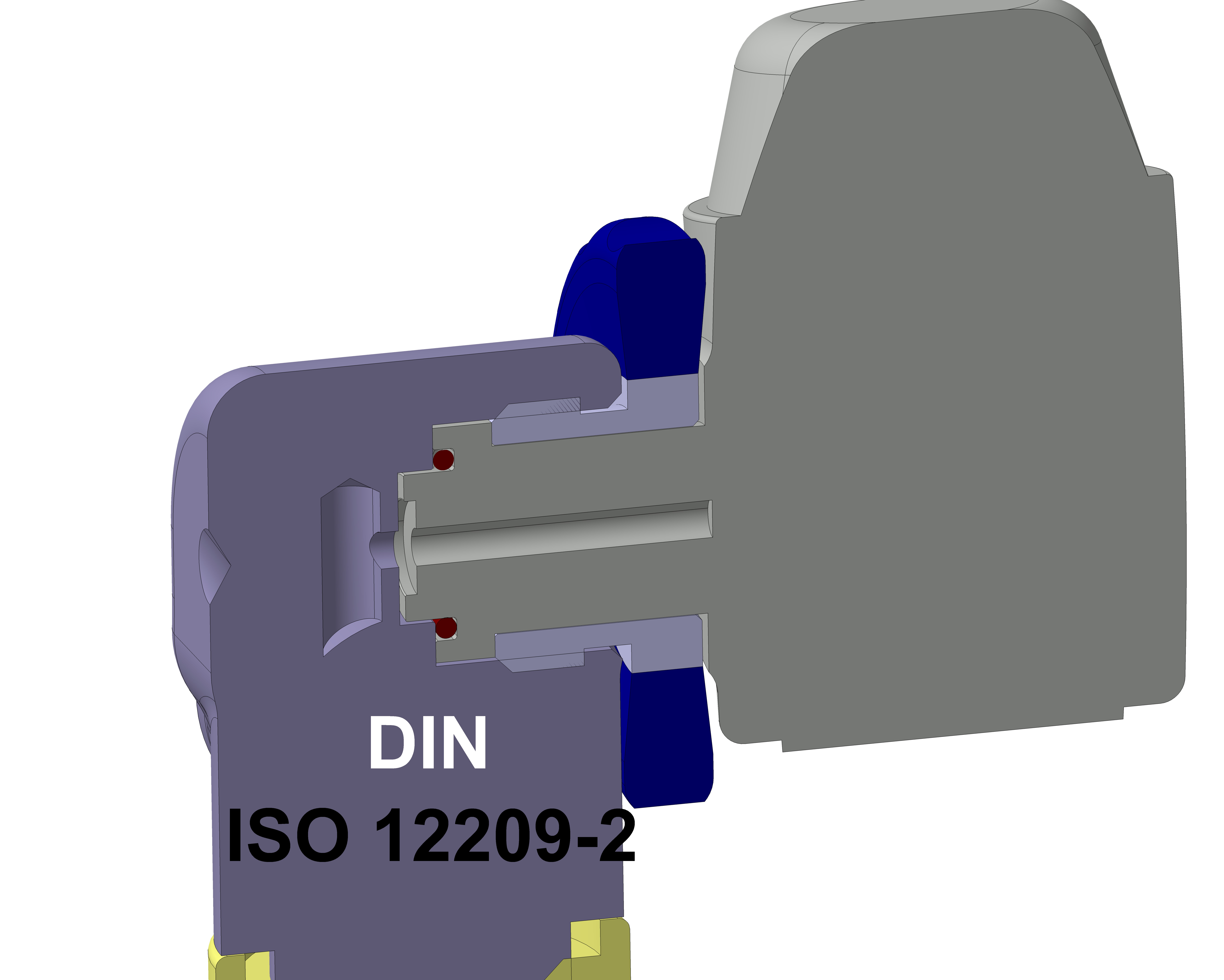
DIN-Flaschenanschluss nach ISO 12209:2013 in der Schnittansicht (Gewinde-Ausgangsanschlüsse)
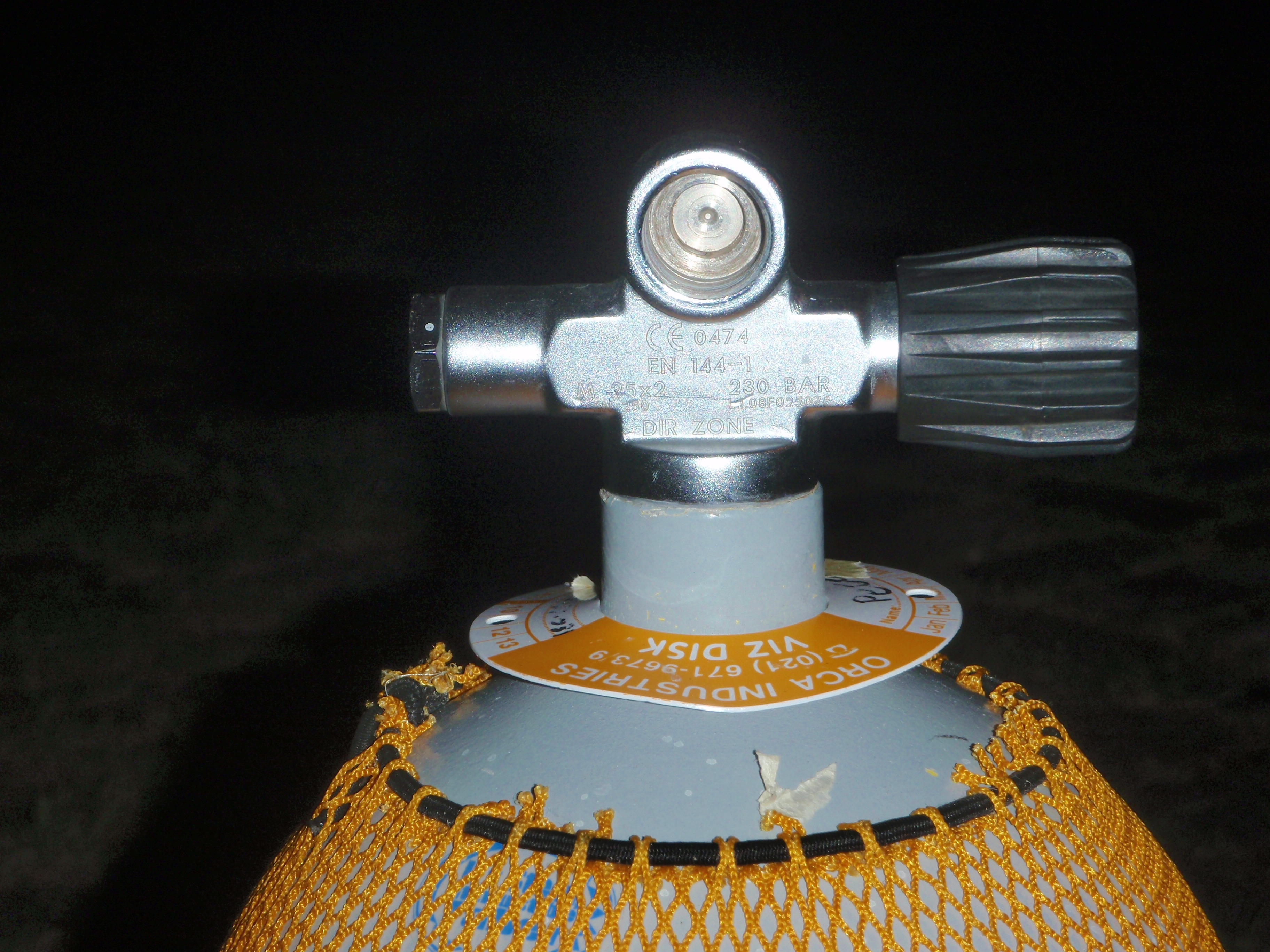
Druckluftflasche mit DIN-Ventilanschluss
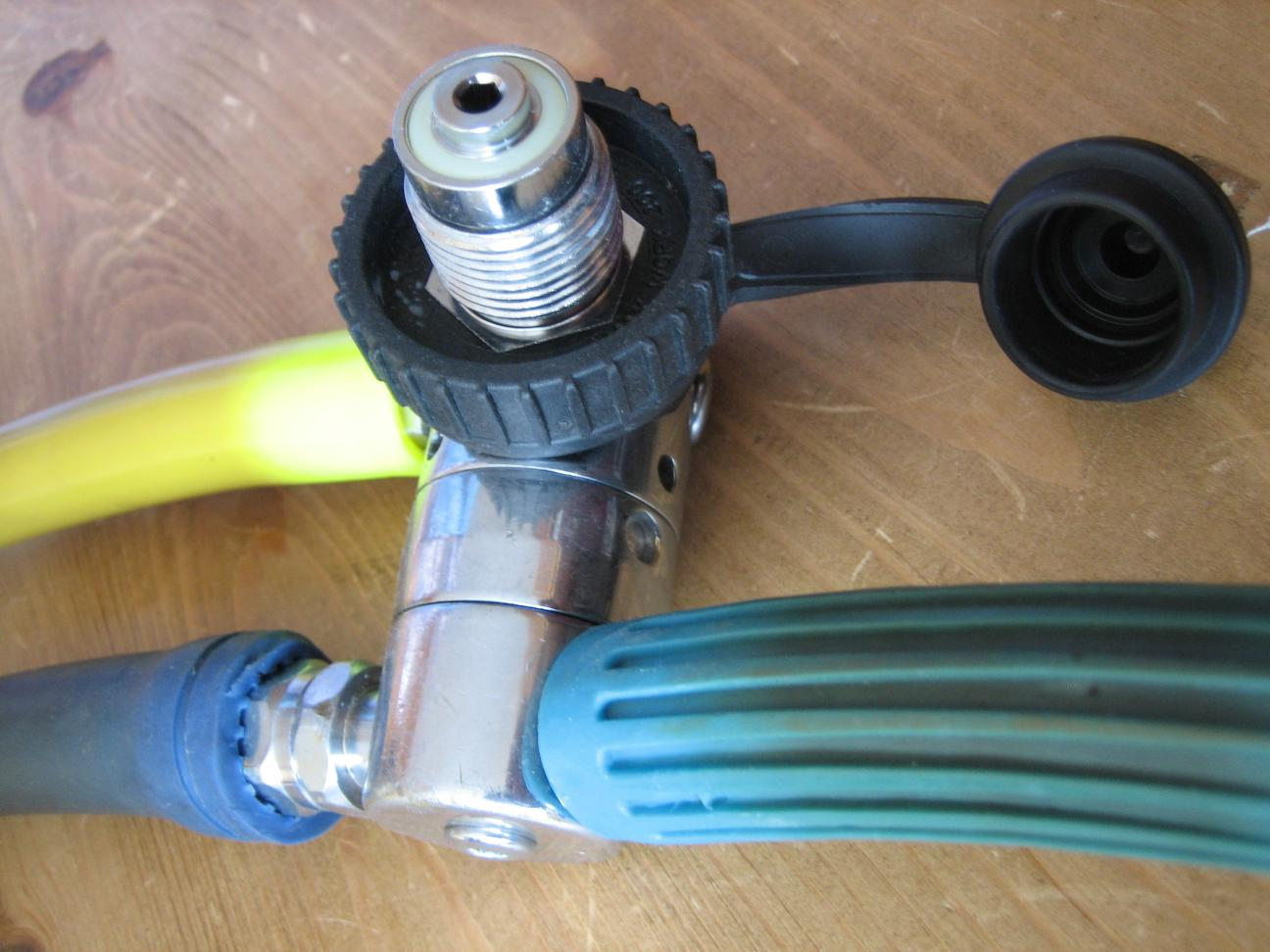
Atemregler mit DIN-Anschluss
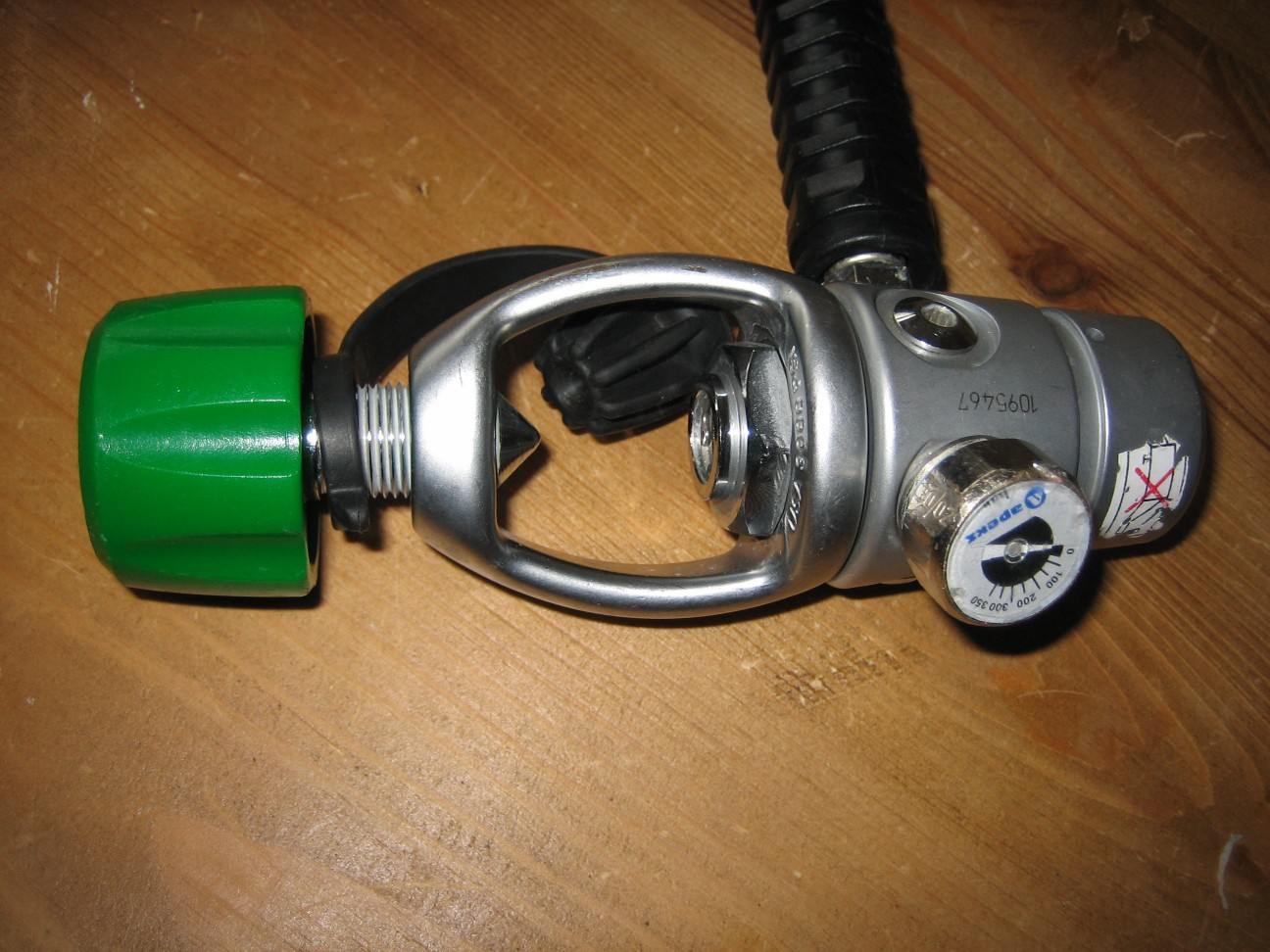
Atemregler mit INT-Anschluss und einer aufgeschraubten Druckanzeige